# Dębina (powiat tomaszowski)
Dębina – wieś w Polsce położona w województwie lubelskim, w powiecie tomaszowskim, w gminie Ulhówek.
W latach 1975–1998 miejscowość należała administracyjnie do województwa zamojskiego.
Wieś jest sołectwem w gminie Ulhówek. Według Narodowego Spisu Powszechnego z roku 2011 wieś liczyła 96 mieszkańców.
Wierni Kościoła rzymskokatolickiego należą do parafii św. Antoniego w Dyniskach.